# Arturo Forte
Arturo Forte (1888-1967), fue un actor argentino de cine y teatro.

## Carrera
Arturo Forte se destacó en el ambiente artístico en el nacimiento del cine mudo como un actor protagónico. Se lució a lo largo de su carrera junto a estrellas de primera línea como María Turgenova, Felipe Farah, Florén Delbene, Mario Soficci, Álvaro Escobar, entre otros . Fue uno de los actores selectos del genial director José Agustín Ferreyra para integrar el elenco de algunas de sus películas.
Posteriormente al film enteramente sonoro, Muñequitas porteñas, su imagen fue disipándose del medio actoral de antaño.

## Filmografía
- 1925: El organito de la tarde.
- 1926: Muchachita de Chiclana.
- 1926: La costurerita que dio aquel mal paso.
- 1930: La canción del gaucho.
- 1930: El cantar de mi ciudad.
- 1931: Muñequitas porteñas.[2]